# 句切れ
句切れ（くぎれ）とは、短歌や俳句における、意味や内容、調子（リズム）の切れ目のこと。倒置や一つの作品の中に二つの内容が表現されているときの一つの内容の終わりにあたる場合が多い。
俳句の場合、句の途中や句末で強く言い切り、詠嘆の気持ちを込めるために使われる。俳諧の発句では「や」「かな」「けり」を多用して句切れとしたが、正岡子規以降の近代俳句では敬遠されるようになり、切字を使わずに句を切る必要性が生まれた。

## 区切れの種類

### 短歌
| 初句切れ(切れる場所に“/“) | ○○五○○／○○○七○○○ ○○五○○ ○○○七○○○ ○○○七○○○  |
| 二句切れ                  | ○○五○○ ○○○七○○○／○○五○○ ○○○七○○○ ○○○七○○○  |
| 三句切れ                  | ○○五○○ ○○○七○○○ ○○五○○／○○○七○○○ ○○○七○○○  |
| 四句切れ                  | ○○五○○ ○○○七○○○ ○○五○○ ○○○七○○○／○○○七○○○  |
| 句切れなし                | ○○五○○ ○○○七○○○ ○○五○○ ○○○七○○○ ○○○七○○○／ |

| 初句切れ   | ○○五○○／○○○七○○○ ○○五○○  |
| 中間切れ   | ○○五○○ ○○○七／○○○ ○○五○○ |
| 二句切れ   | ○○五○○ ○○○七○○○／○○五○○  |
| 句切れなし | ○○五○○ ○○○七○○○ ○○五○○／ |

## 見つけ方
「句切れ」を見つけるには、作品の途中で「。」を付けられるところを探せばよい。そのためには幾つかの手法が存在する。
- 俳句によく使われる「切れ字」（「ぞ」「か」「ぬ」「らむ」）を入れられるところなど、意味の切れている箇所を探す。

- 感動を表す語（「けり」「はひ」「かも」等）を探す。感動を表す語の後には、情景が変わることが多い。